# Slovenia
Slovenia (tiếng Slovene: Slovenija [slɔˈʋéːnija], phiên âm: Xlô-vê-ni-a), tên chính thức là Cộng hòa Slovenia (Slovene: Republika Slovenijaⓘ) là một quốc gia thuộc khu vực Trung Âu. Slovenia giáp với Ý về phía tây, giáp với Áo về phía bắc, giáp với Hungary về phía đông bắc, giáp với Croatia về phía đông và phía nam. Ngoài ra Slovenia còn tiếp giáp với biển Adriatic về phía tây nam. Thủ đô và cũng là thành phố lớn nhất của Slovenia là Ljubljana. Slovenia là một quốc gia có diện tích tương đối nhỏ và ít dân. Theo số liệu năm 2023, dân số Slovenia là 2,130,850 người.

## Địa lý
Slovenia tọa lạc tại Trung và Đông Nam Âu và giáp với Địa Trung Hải. Lãnh thổ kéo dài từ vĩ độ 45° đến 47° B, kinh độ từ 13° đến 17° Đ. Kinh tuyến 15° Đ tương ứng với đường chia đôi đất nước theo hướng đông-tây. Điểm trung tâm của đất nước có tọa độ 46°07'11,8" B và 14°48'55,2" Đ, nằm tại điểm dân cư Slivna của khu tự quản Litija. Đỉnh cao nhất của Slovenia là Triglav (2.864 m hay 9.396 ft); độ cao trung bình của nước này là 557 m (1.827 ft).
Bốn vùng địa lý lớn tại châu Âu gặp nhau tại Slovenia: dãy Alps (Anpơ), dãy Dinarides, the bồn địa Pannonia, và Địa Trung Hải. Dãy Alps—bao gồm Alps Julius, Alps Kamnik-Savinja và dãy Karavanke, cũng như khối núi Pohorje-chiếm phần lớn Bắc Slovenia, và vùng dọc biên giới với Áo. Bờ biến Adriatic của Slovenia kéo dài chừng 47 km (29 mi).
Hơn một nửa nước này (10.124 km2 hay 3.909 dặm vuông Anh) phủ rừng. Điều này làm Slovenia trở thành quốc gia nhiều rừng thứ ba châu Âu, sau Phần Lan và Thụy Điển, chủ yếu là rừng cử, lãnh sam-cử và cử-sồi. Tàn dư của rừng nguyên thủy vẫn còn có thể được tìm thấy, lớn nhất là ở vùng Kočevje. Thảo nguyên chiếm 5.593 km2 (2.159 dặm vuông Anh), đồng và vườn chiếm 954 km2 (368 dặm vuông Anh).

## Lịch sử
Trong lịch sử, Slovenia đã từng là một phần của Đế chế La Mã, rồi sau đó là Đại Lãnh địa Carantania, Đế quốc La Mã Thần thánh, Đế chế Áo-Hung. Khi đế chế Áo-Hung sụp đổ sau Chiến tranh thế giới thứ nhất, người Slovenia đã cùng với hai dân tộc Serbia và Croatia thành lập một quốc gia độc lập mà sau này được đổi tên thành Nam Tư vào năm 1929. Sau Chiến tranh thế giới thứ hai, Slovenia trở thành một nước cộng hòa nằm trong Liên bang Nam Tư theo chế độ xã hội chủ nghĩa nhưng cách biệt với Liên Xô. Năm 1991, cuộc khủng hoảng trong các nước xã hội chủ nghĩa ở châu Âu lan rộng, dẫn đến việc Slovenia tuyên bố thành lập một quốc gia độc lập vào ngày 25 tháng 6 năm 1991, tách khỏi Nam Tư. Nền độc lập của Slovenia được cả thế giới chính thức công nhận vào năm 1992.
Nền kinh tế của Slovenia đang phát triển mạnh mẽ và bền vững, với thu nhập bình quân đầu người cao hơn mọi quốc gia cựu xã hội chủ nghĩa khác ở châu Âu. Slovenia đang trở thành mô hình về một nền kinh tế chuyển đổi đáng học tập.

## Chính trị

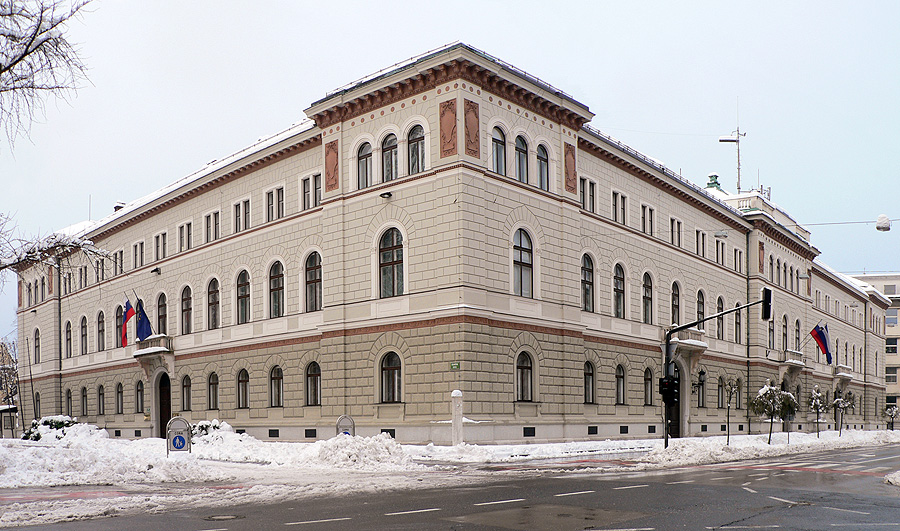
Tòa nhà Chính phủ Slovenia ở Ljubljana

Từ năm 1991, Slovenia là một nước cộng hòa dân chủ nghị viện với một hệ thống đa đảng. Người đứng đầu nhà nước là Tổng thống, được bầu theo phiếu phổ thông 5 năm một lần, tối đa hai nhiệm kỳ liên tiếp, và có nhiệm vụ chủ yếu là tư vấn và mang tính nghi lễ. Quyền hành pháp là của Chính phủ do Thủ tướng đứng đầu. Quyền lập pháp nằm trong tay Quốc hội và một phần nhỏ trong Hội đồng quốc gia. Các ngành tư pháp của Slovenia độc lập với hành pháp và cơ quan lập pháp. Slovenia có chút bất ổn chính trị.

### Tư pháp
Quyền hạn tư pháp ở Slovenia được thực hiện bởi các thẩm phán, những người được bầu bởi Quốc hội. Quyền tư pháp ở Slovenia được thực hiện bởi tòa án với những trách nhiệm chung và các tòa án chuyên ngành đối phó với các vấn đề liên quan đến các khu vực pháp lý cụ thể. Công tố viên nhà nước là một cơ quan nhà nước có thẩm quyền độc lập chịu trách nhiệm đối với các trường hợp truy tố chống lại những người bị nghi là tội phạm. Tòa án Hiến pháp, bao gồm 9 thẩm phán được bầu trong 9 năm về, quyết định sự phù hợp của pháp luật với Hiến pháp, tất cả các luật và quy định phải phù hợp với các nguyên tắc chung của luật pháp quốc tế và với các thỏa thuận quốc tế đã được phê duyệt.

### Phân cấp hành chính và vùng truyền thống
Khu tự quản (có tư cách pháp nhân)
Slovenia chính thức được chia thành 211 khu tự quản (11 trong số này là các khu tự quản đô thị). Các khu tự quản là bộ phận tự trị địa phương duy nhất tại Slovenia. Mỗi khu tự quản có một trưởng khu tự quản (župan, tạm dịch là thị trưởng nếu là khu tự quản đô thị), được bầu lên theo hình thức phổ thông cứ mỗi 4 năm, và một hội đồng khu tự quản (občinski svet). Tại đa số các khu tự quản, hội đồng khu tự quản được bầu theo hệ thống đại diện tỉ lệ; chỉ một ít khu tự quản sử dụng lối đầu phiếu đa số tương đối. Tại các khu tự quản đô thị, hội đồng khu tự quản được gọi là hội đồng thành phố hay hội đồng thị trấn. Mỗi khu tự quản cũng có một trưởng hành chính khu tự quản (načelnik občinske uprave) do trưởng khu tự quản bổ nhiệm. Người này có trách nhiệm điều hành nền hành chính địa phương.
Địa khu hành chính (không tư cách pháp nhân)
Không có đơn vị hành chính chính thức chuyển tiếp giữa khu tự quản và Cộng hòa Slovenia. 62 địa khu hành chính được chính thức gọi là "các đơn vị hành chính" (upravne enote) là đơn vị lãnh thổ bên dưới duy nhất của Slovenia và được đặt tên theo thủ phủ của nó. Tương tự như đơn vị quận của Việt Nam Cộng hòa hay quận của Pháp, đơn vị hành chính này không có tư cách pháp nhân và vì thế không có hội đồng địa khu do dân chúng bầu lên. Người đứng đầu địa khu này do Bộ trưởng Hành chính Công bổ nhiệm.
Một địa khu hành chính có thể có từ 1 hay nhiều khu tự quản nằm bên trong địa giới của nó.
Các vùng truyền thống và đặc tính
Các vùng truyền thống được dựa theo phần đất vương quyền của dòng họ Habsburg gồm có Carniola, Carinthia, Styria, và Vùng ven biển. Trong lịch sử, người Slovenia có chiều hướng tự nhận mình thuộc các vùng truyền thống Vùng ven biển, Prekmurje, và thậm chí các tiểu vùng truyền thống như vùng Thượng, vùng Hạ và ít hơn là vùng nội địa của Carniola.

Các vùng thống kê: 1 - Goriška, 2 - Gorenjska, 3 - Koroška, 4 - Podravska, 5 - Pomurska, 6 - Osrednjeslovenska, 7 - Zasavska, 8 - Savinjska, 9 - Obalno-kraška, 10 - Notranjsko-kraška, 11 - Jugovzhodna Slovenija, 12 - Spodnjeposavska

Thành phố thủ đô, Ljubljana, trong lịch sử là trung tâm hành chính của vùng Carniola và thuộc Hạ Carniola trừ địa khu Šentvid nằm trong Thượng Carniola là nơi biên giới giữa vùng chiếm đóng của Đức và tỉnh Ljubljana trong suốt thời Chiến tranh thế giới thứ hai.
Các vùng thống kê
12 vùng thống kê không có chức năng hành chính và được chia thành hai đại vùng cho phù hợp chính sách vùng của Liên hiệp châu Âu.
Hai đại vùng này là:
- Đông Slovenia (Vzhodna Slovenija – SI01) gồm có các vùng thống kê: Pomurska, Podravska, Koroška, Savinjska, Zasavska, Spodnjeposavska, Jugovzhodna Slovenija và Notranjsko-kraška.
- Tây Slovenia (Zahodna Slovenija – SI02) gồm có các vùng thống kê Osrednjeslovenska, Gorenjska, Goriška và Obalno-kraška.

## Nhân khẩu
Theo điều tra dân số năm 2002, nhóm dân tộc chính của Slovenia là Slovenes (chiếm 83% dân số). Có ít nhất 13% dân số là người thuộc các sắc tộc khác đa phần là người nhập cư từ các bộ phận khác của Nam Tư cũ. Họ định cư chủ yếu ở các thành phố và các khu vực nông thôn giáp với các vùng ngoại ô. Có một cộng đồng nhỏ người Hungary và người Ý. Ngoài ra cũng có một phần nhỏ dân số là người Rôma

## Kinh tế
Slovenia có nền kinh tế phát triển với mức thu nhập đầu người cao nhất trong các nước thành viên mới của Liên minh châu Âu, là 33,279 USD trong năm 2016. Slovenia ngày nay là một quốc gia phát triển được hưởng sự thịnh vượng và ổn định, cũng như GDP bình quân đầu người cao hơn đáng kể hơn so với các nền kinh tế chuyển đổi khác của Trung Âu. Tính đến năm 2016, GDP của Slovenia đạt 44.122 USD, đứng thứ 85 thế giới và đứng thứ 29 châu Âu.
Tuy nhiên một sự khác biệt lớn trong sự phát triển kinh tế giữa Tây Slovenia (Ljubljana, Littoral và Carniola) với GDP bình quân đầu người ở mức 106,7%, trong khi đó khu vực Đông Slovenia (Flanders, Carinthia và Prekmurje), có GDP bình quân đầu người chỉ ở mức 72,5%.
Trong thập niên đầu của thế kỷ XXI, các ngành như tài chính, ngân hàng, viễn thông, và các lĩnh vực khác đã được tư nhân hóa. Ngoài ra, các hạn chế về đầu tư nước ngoài đang được phá dỡ, và đầu tư trực tiếp nước ngoài (FDI) dự kiến sẽ tăng. Slovenia hiện là quốc gia có nền kinh tế phát triển nhất trong các nước gia nhập Liên minh châu Âu vào năm 2004.
Trong cuộc khủng hoảng tài chính cuối những năm 2000, nền kinh tế Slovenia bị trở ngại lớn. Trong năm 2009, GDP bình quân đầu người đã giảm 7,33%, là mức giảm lớn nhất trong Liên minh châu Âu (EU) sau các nước khu vực Baltic và Phần Lan. Tỷ lệ thất nghiệp tăng từ 5,1% trong năm 2008 lên 11.1% trong tháng 11 năm 2010, trên mức trung bình của Liên minh châu Âu, và vẫn còn tăng. Tính đến tháng 1 năm 2011, tổng số nợ của Slovenia theo CIA, chiếm đến 33% của GDP quốc gia, theo các phương tiện truyền thông ước tính, là khoảng 22,43 tỷ euro tương đương 63% GDP, vượt qua giới hạn của Liên minh châu Âu 60% GDP.

## Tôn giáo
Tôn giáo ở Slovenia (2019)
Trước chiến tranh thế giới II, 97% dân số tự tuyên bố là tín hữu Công giáo Rôma, khoảng 2,5% là Giáo hội Luther, và khoảng 0,5% dân số tự nhận mình là thành viên của các giáo phái khác. Công giáo Rôma có một vị trí quan trọng trong cuộc sống, xã hội và chính trị ở Slovenia trước khi chế độ Cộng sản được thiết lập ở nước này. Sau năm 1945, đất nước đã trải qua một quá trình thế tục hóa dần dần nhưng ổn định.

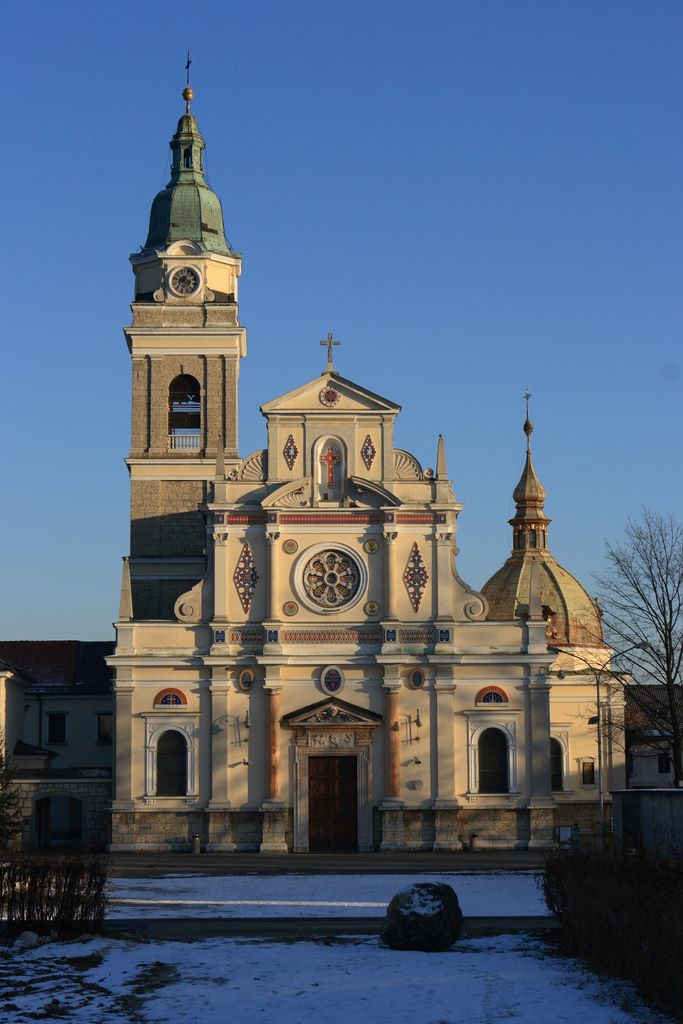
Vương cung thánh đường Maria ở Brezje, còn được gọi là nhà thờ quốc gia Slovenia, là nhà thờ được các tín hữu hành hương nhiều nhất ở Slovenia.

Sau một thập kỷ đàn áp nghiêm trọng các tôn giáo, chế độ Cộng sản đã thông qua một chính sách khoan dung tương đối về phía Công giáo, nhưng giới hạn chức năng xã hội của họ. Sau năm 1990, Giáo hội Công giáo Rôma lấy lại một số ảnh hưởng trước đây của nó, nhưng Slovenia vẫn còn là một xã hội thế tục hóa. Theo điều tra dân số năm 2002, 57,8% dân số là Công giáo. Như những nơi khác ở châu Âu, tín hữu Công giáo bị giảm: năm 1991, 71,6% dân số tự tuyên bố mình là tín hữu Công giáo, có nghĩa là giảm hơn 1% mỗi năm. Phần lớn người Công giáo Slovenia thuộc về nghi lễ Latinh. Một số ít người Công giáo Hy Lạp sống ở khu vực Carniola.
Mặc dù có số lượng tương đối nhỏ (ít hơn 1% dân số trong năm 2002), nhưng đạo Tin Lành đã để lại các di sản quý báo cho Slovenia vì ý nghĩa lịch sử của nó, người ta cho rằng tiếng Slovenia tiêu chuẩn và văn học tiếng Slovenia đã được khởi nguồn từ sự Cải Cách Tin Lành trong thế kỷ XVI. Ngày nay, một nhóm tín hữu Tin Lành thuộc Giáo hội Luther thiểu số đáng kể sống trong các khu vực phía đông của Prekmurje, nơi họ chiếm khoảng 1/5 dân số và được lãnh đạo bởi một giám mục ở Murska Sobota.
Ngoài hai giáo phái Kitô giáo trên, một cộng đồng nhỏ người Do Thái cũng đã có mặt trong lịch sử. Mặc dù số lượng đã giảm sút trong vụ thảm sát Holocaust, Do Thái giáo vẫn còn vài trăm tín đồ, chủ yếu sống ở Ljubljana, nơi còn các giáo đường Do Thái duy nhất hoạt động trong cả nước.
Theo điều tra dân số năm 2002, Hồi giáo là tôn giáo lớn thứ hai với khoảng 2,4% dân số. Người Hồi giáo Slovenia đến từ Bosnia, Kosovo và Macedonia. Các tôn giáo lớn thứ ba, với khoảng 2,2% dân số, là Chính Thống giáo, với hầu hết các tín đồ thuộc Giáo hội Chính thống Serbia trong khi một thiểu số khác thuộc Giáo hội Chính Thống Macedonia và các nhà thờ Chính Thống khác.
Trong năm 2002, khoảng 10% người dân Slovenia tuyên bố mình là người vô thần, thêm 10% không xác định tôn giáo cụ thể, và khoảng 16% đã quyết định không trả lời các câu hỏi về tôn giáo của họ.